# Aspilota kurilicola
Aspilota kurilicola är en stekelart som beskrevs av Sergey A. Belokobylskij. Aspilota kurilicola ingår i släktet Aspilota och familjen bracksteklar. Inga underarter finns listade.